# Liste der Einträge im National Register of Historic Places im Sullivan County (Indiana)

Lage des Sullivan County in Indiana

Die Liste der Einträge im National Register of Historic Places im Sullivan County in Indiana führt die Bauwerke und historischen Stätten im Sullivan County auf, die in das National Register of Historic Places aufgenommen wurden.

## Legende
| NRHP | Historic Place    |
| HD   | Historic District |

## Aktuelle Einträge
| [ 2 ] | Name                                          | Bild                                          | Eintragsdatum        | Lage                                                                     | Ort               | Beschreibung                                                      |
| ----- | --------------------------------------------- | --------------------------------------------- | -------------------- | ------------------------------------------------------------------------ | ----------------- | ----------------------------------------------------------------- |
| 1     | Daugherty-Monroe Archaeological Site (12SU13) | Daugherty-Monroe Archaeological Site (12SU13) | 1985 ID-Nr. 85001246 | In der nördlichen Hälfte der Section 21 39° 7′ 30″ N, 87° 38′ 22″ W      | Turman Township   |                                                                   |
| 2     | Merom Site and Fort Azatlan                   | Merom Site and Fort Azatlan                   | 1975 ID-Nr. 75000052 | Nördlicher Stadtrand von Merom 39° 3′ 45″ N, 87° 34′ 12″ W               | Merom             |                                                                   |
| 3     | Shakamak State Park Historic District         | Shakamak State Park Historic District         | 2000 ID-Nr. 00000199 | 6265 West IN 48, westlich von Jasonville 39° 10′ 34,5″ N, 87° 14′ 4,2″ W | Jackson Township  | Reicht bis in das benachbarte Clay County sowie das Greene County |
| 4     | Sherman Building                              | Sherman Building                              | 1986 ID-Nr. 86002712 | 2-4 South Court Street 39° 5′ 43″ N, 87° 24′ 31″ W                       | Sullivan          |                                                                   |
| 5     | Sullivan County Courthouse                    | Sullivan County Courthouse                    | 2008 ID-Nr. 08001213 | 100 Courthouse Square 39° 5′ 41,7″ N, 87° 24′ 27,9″ W                    | Sullivan          |                                                                   |
| 6     | Sullivan County Poor Home                     | Sullivan County Poor Home                     | 2000 ID-Nr. 00000207 | 1447 County Road 75N, östlich von Sullivan 39° 5′ 51″ N, 87° 22′ 57″ W   | Hamilton Township |                                                                   |
| 7     | Union Christian College                       | Union Christian College                       | 1982 ID-Nr. 82000076 | 3rd Street Ecke Philip Street 39° 3′ 3″ N, 87° 33′ 53″ W                 | Merom             |                                                                   |